# TeenNick (Italia)
TeenNick è stato un canale televisivo a pagamento italiano edito da ViacomCBS Networks Italia. Era visibile alla numerazione 620 di Sky Italia con il pacchetto Sky Famiglia. Era la versione locale della rete statunitense omonima.
TeenNick ha cessato le trasmissioni il 2 maggio 2020, a causa di un mancato rinnovo contrattuale. Parte della sua programmazione è stata trasferita su Nickelodeon.
Lo speaker ufficiale del canale è stata la doppiatrice Emanuela Pacotto.

## Storia
Il canale è stato lanciato il 4 dicembre 2015 alla numerazione 620 della piattaforma satellitare a pagamento Sky Italia, ereditando da Nickelodeon, che inizia a trasmettere un maggior numero di serie animate, gran parte della programmazione per ragazzi.
Il 2 maggio 2020, a causa di un mancato rinnovo contrattuale, TeenNick termina le sue trasmissioni. Parte della sua programmazione viene ereditata da Nickelodeon.

## Programmi

### Serie televisive

#### In onda al momento della chiusura
- Miss Farah
- That Girl Lay Lay
- La vera casa dei Loud
- Danger Force
- Goldie's Oldies

- Henry Danger
- Lex & Presley

#### Precedentemente in onda
- 100 cose da fare prima del liceo
- Anubis
- Astral e il nuovo regno
- Avventura da paura!
- Bella e i Bulldogs
- Beccati questo!
- Big Time Rush
- Blue Water High
- Bug Juice
- Cugini per la vita
- Double Dare
- Drake & Josh
- Emma una strega da favola
- Game Shakers
- Grachi
- H2O
- Hacking High School
- Hunter Street
- Henry Danger
- I Am Franky
- iCarly
- I fantasmi di casa Hathaway
- Isa TVB
- I Thunderman
- Julie - Il segreto della musica
- La biblioteca della magia
- La cucina magica di Talia
- L'albero delle mele
- Le sorelle Landry
- Life with Boys
- Marvin Marvin
- Make It Pop
- Max & Shred
- Mega Monsters Mayhem
- Mia and Me
- Mia & Me
- Ned - Scuola di sopravvivenza
- Nicky, Ricky, Dicky & Dawn
- Noobees
- Paradise Run
- Power Rangers Megaforce
- Power Rangers Super Megaforce
- Power Rangers RPM
- Power Rangers Samurai
- Ride
- Romeo!
- Rosie
- Sam & Cat
- School of Rock
- Scuola di magia
- Sister, Sister
- Star Falls
- Summer in Transylvania
- The Dude Perfect Show
- The Naked Brothers Band
- True Jackson, VP
- Tyler Perry's Young Dylan
- Unfabulous
- Un papà da Oscar
- Victorious
- Vikki cuori in pista
- Zoey 101